# Terroryści
Terroryści (chiń.: 恐怖分子; pinyin: Kǒngbù fènzǐ) – tajwański film fabularny z 1986 roku w reżyserii Edwarda Yanga. Przykład tajwańskiej Nowej Fali.

## Fabuła
Yang tworzy złożoną narracyjną strukturę, łącząc losy niczym ze sobą niezwiązanych postaci.
Film przedstawia cztery jednoczesne, ale często ukośnie powiązane historie współczesnych mieszkańców Tajpej.
Zaczyna się od bezimiennego egzaltowanego fotografa, który wybiega ze swojego mieszkania w surowy, rozedrgany miejski świat, aby zrobić kilka zdjęć strzelaniny w zaułku. Ma obsesję na punkcie wizerunku eurazjatyckiej dziewczyny, którą uchwycił, gdy ta gorączkowo ucieka z miejsca zbrodni, później okazuje się być prostytutką.
Tymczasem lekarz i pisarka borykają się z wyzwaniami w życiu zawodowym, co powoduje, że oddalają się od siebie. Li, lekarz, walczy o awans, posuwając się do sabotowania swojego najbliższego przyjaciela. Zhou Yufen w twórczym kryzysie, zamknięta w dusznym kręgu swojego małżeństwa, w czterech ścianach mieszczańskiego domu pracuje nad swoją powieścią.
Prostytutka ucieka przed policją i ze złamaną kostką przybywa do domu. Zostaje uwięziona w swojej sypialni przez matkę i zabija czas, wykonując serię żartobliwych telefonów. Jedną z jej przypadkowych ofiar jest pisarka, która jest zszokowana, gdy dziewczyna mówi jej, że jest kochanką Li. Po krótkim dochodzeniu, w wyniku którego dochodzi do spotkania z fotografem, pisarka wykorzystuje wezwanie dziewczyny jako pretekst do opuszczenia męża na rzecz jej dawnej miłości, szefowej prestiżowego wydawnictwa, jednocześnie znajdując inspirację do ukończenia swojej powieści.
Choć bohaterowie się nie znają, ich ścieżki się krzyżują. Te spotkania często kończą się niepowodzeniem. Przypadkowe i pozornie przypadkowe wydarzenia doprowadzają do tragedii.

## Odbiór
Recenzenci uznali, że to enigmatyczny i denerwujący film, w którym od najwcześniejszych scen wisi niejasna atmosfera kryzysu.
Zwracana jest uwaga na kadry takie jak powtarzający się ogromny, kulisty zbiornik na wodę, niczym z kolonii marsjańskiej. Yang ma oko do kadrów, które pulsują nieubłaganą stratą i zatrzymuje się na scenach odejścia: przejściu przez korytarz szpitala, czy widoku kobiety z okna jej mieszkania.
Poczucie przypadkowego połączenia przybiera aspekt zagrożenia, gdzie błędny psikus może wprawić w ruch efekt motyla kończący się rozlewem krwi.
Film został opisany jako „nieubłagana, sentymentalna radiografia neoburżuazji Tajpej, zanurzonej w zimnej geometrii miasta”.
Zdaniem innego recenzenta, w relacjach emanuje chłód i poczucie pustki. Mimo pięknych kadrów, postacie są dalekie od fotogeniczności i brak im głębi.
Budzące grozę jest to, że w przypadku tutejszego wyobcowania nie ma wyboru: trzeba się wejść w sentymentalną podróż bohaterów, uczestniczyć w rozwidleniach i cierpieniach fabuły, aby doświadczyć ich utraty człowieczeństwa. Pada porównanie – „jeśli opera mydlana to zwykła opowieść o kapitalizmie, Yang zdecydował się przyjąć jej melodramatyczną strukturę, ale przekształcić ją w ramach ścisłych zasad realizmu”. Za niezwykłe uznano, że film „prowadzi do poczucia wstrętu, które nie pozbawia nas radości ze spektaklu i nie potępia postaci”.

## Analizy i interpretacje
Miejska układanka Edwarda Yanga to jeden ze sztandarowych przykładów tajwańskiej Nowej Fali, która inspirację minimalistycznym europejskim kinem połączyła z azjatycką witalnością.
Terroryści to arcydzieło, odzwierciedlające wizję Yanga o nowo powstającym Tajwanie, rządzonym przez siły pieniądza i globalizację. Terroryści to trzeci film fabularny tego reżysera. Świat, który interesuje Yanga to współczesne Tajpej, odhumanizowana przestrzeń miejska, która nie spoczywa na solidnych fundamentach, jest otwarta i poddana wpływom zewnętrznym. Obrazy powstają czasami z fantazmatycznej wirtualności.
Oprawa wizualna jest pełna odcieni bieli: od koszulek bohaterów po zachmurzone niebo, pościele i zasłony, a przede wszystkim pełna zimnego, półprzezroczystego oświetlenia.
„Terroryści” to prawdopodobnie najbardziej brutalny film Yanga ze względu na sposób, w jaki fabuła traktuje postacie i to, jak oni sami traktują się wzajemnie. Przykładowo: lekarz w celu zdobycia awansu nie waha się użyć swojego kolegi. Drwi także ze swojej żony, powieściopisarki, ponieważ ta zanurzyła się w pozorowanym świecie składającym się z „tylko słów na papierze”, podczas gdy on zajmuje się sprawami życia i śmierci. Żona zaś ponownie nawiązuje kontakt z byłym kochankiem, czuje pogardę do swojego męża.
Reżyser gra na zbiegach okoliczności, tworzy brutalne przenikania. Narracja jest niespójna z filmem, to rodzaj celowo niekompletnego patchworku. Prawdopodobnie ważne wydarzenia mają miejsce poza polem widzenia.
Tajpej wskazuje na późnokapitalistyczną urbanizację Trzeciego Świata, która uczyniła z niego węzeł w globalnej wymianie kapitału i idei, dodatkowo ułatwionej dzięki szybkiej technologii.
Zdaniem Kai-Man Chang, film przedstawia Tajpej jako świat, w którym każda postać działająca zgodnie z neoliberalną logiką kapitalistyczną stała się terrorystą dla innych.
Zdaniem Chang doświadczenia kobiet przedstawione w Terrorystach stanowią różnicę wobec klasycznej narracji i mają na celu ujawnienie i zakłócenie tradycyjnego męskiego voyeuryzmu.
Podobnie jak klasyczne hollywoodzkie kino, które w sposób powtarzalny wpisuje scenariusze podglądactwa, film zaczyna się od młodego fotografa, który robi zdjęcie prostytutki uciekającej przed policją. Jednak w miarę rozwoju filmu staje się postacią enigmatyczną – nieustannie stawiającą opór. Choć fotograf jest w stanie uchwycić jej zdjęcie aparatem, nie jest w stanie jej posiąść w prawdziwym życiu. Dziewczyna nie tylko próbuje ukraść aparaty fotografa, ale jest przedstawiana jako przedsiębiorcza, wykorzystując swój seksapil, by manipulować mężczyznami. Film dekonstruuje męskie spojrzenie, pokazując, jak męskiego fotografa pochłania jego własne spojrzenie i jego fantazja o drugiej płci.
Tajpej jest pokazane jako pozbawione jakichkolwiek wspólnych przestrzeni publicznych z wyjątkiem strefy handlowej, w której kręci się prostytutka i kulisty zbiornik na wodę. Yang zamyka swoje postacie w ich prywatnych, ale przenikalnych przestrzeniach lub w międzynarodowych lokalizacjach szpitala, hotelu i wydawnictwa.
Ujęcia, na których delikatna wietrzna bryza faluje zasłonami lub woda deszczowa kapie w złotą kałużę to rzadkie przerwy w skądinąd szarym, postmodernistycznym mieście. Wyraża to znaczenie docenienia tego, co znajduje się w przestrzeni między jednostkami, między akcją opowieści i pozwala lepiej zrozumieć, w jaki sposób zachodzi miejska alienacja.
Yang i inni członkowie tajwańskiej Nowej Fali starali się stworzyć lokalne kino, a nie nacjonalistyczne. Ich ambicja odkrycia i odzwierciedlenia istoty Tajwanu, zwłaszcza poprzez dokładne zbadanie przestrzeni miejskiej i fatalizmu zamieszkujących go mieszkańców, stanowiła kolejny nurt buntowniczych postaw tamtych czasów. Tajpej Yanga to miejsce, którego tożsamość kształtuje przeszłość kolonizowana wpływami europejskimi, japońskimi i chińskimi, a obecność amerykańskiego kapitalizmu i demokratycznego socjalizmu kształtuje ideologię.
Pomysł na film wyszedł od Wang An, potencjalnej aktorki. Reżyser usłyszał od niej, że surowa matka trzymała ją w domu w zamknięciu, a dziewczyna w tym czasie dla rozrywki robiła dowcipy telefonując do innych osób. Yang zauważył: „Mogłabyś zabijać ludzi, robiąc to od niechcenia”.
Fredric Jameson uznał ten film jako postmodernistyczny. Yang porównał go do układanki, w której przyjemność polega na wglądzie na wiele relacji między postaciami, przestrzeniami i gatunkami.
Dzieło przypominające filmy włoskiego filmowca Michelangelo Antonioniego, zwłaszcza „Blow-Up”.
Film wykorzystuje różne kody i gatunki (takie jak thriller, dramat romantyczny, telenowela).
Producent Hou Hsiao-hsien wziął z banku pożyczkę pod zastaw swojego domu, by zdobyć fundusze na produkcję filmu.

### Bohaterowie
Nie wiemy, jaki jest status społeczno-zawodowy fotografa. Pod koniec filmu wraca do luksusowego mieszkania, które może należeć do niego lub jego rodziców. To, czego doświadczył, było mniej lub bardziej wyimaginowaną ucieczką. Wkrótce jednak i jego dopada rzeczywistość i zaległości.
To właśnie chęć fotografowania poza granicami pracowni skutkuje potencjalnie uchwyceniem morderstwa na zdjęciach, spotkaniem z kobietą i wciągnięciem do realnego świata poprzez proces artystyczny. Bohaterowie Yanga nie mogą uniknąć tych niechcianych przypadkowych spotkań, nawet w domniemanym zaciszu swoich domów.
Życie pisarki i jej męża, nieco starszych od pozostałych postaci, przedstawione jest z większą klarownością. Ich związek opiera się na nieporozumieniu.
Kobiety w kinie Yanga potrafią dostosować się do zmieniającego się krajobrazu modernizacji Tajwanu i neoliberalnej gospodarki, podczas gdy mężczyźni walczą ze zmianami i często uciekają się do przemocy.
To film o uwięzieniu i wyobcowaniu. Jego bohaterowie mogą w dowolnej chwili pisać, fotografować, telefonować, ale mimo to nie ma między nimi komunikacji. Są więźniami miejsca, w którym się znajdują. Miłość jest bardziej niszczona przez namiętność, zazdrość, pragnienie autodestrukcji i okaleczenia drugiej osoby niż przez upływ czasu. W rozmowie telefonicznej przestrzeń między jednostkami a miejscem ich spotkań została zastąpiona światłowodami i ekranami komputerów, które jednocześnie nas łączą, jak i utrwalają naszą separację przestrzenną.
Relacje przemocy odbywają się tu na odległość. Badacze odczytują w filmie przypomnienie, jak organizacja społeczna jest mniej relacyjna niż przypadkowa i przyczyniająca się do przemocy.
Obok trzech par, ale ostatecznie połączonym ze wszystkimi, jest policjant, który jest nie tyle stróżem prawa, ile świadkiem jego pozornie nieuniknionego upadku. Surowość fabuły filmu, jego eliptyczny charakter i jego nagła przemoc zaowocowała filmowymi porównaniami do Bressona.
Podczas gdy pisarka ostatecznie opuściła męża, który nie jest w stanie zrezygnować z konfucjańskiego sposobu bycia – mąż zostaje „ukarany” za swoją niekompetencję. Policjant zaś, którego broń zostaje ukradziona, jest po prostu bezsilny. Jako członek klasy robotniczej, ma wygląd twardego członka gangu (co podkreślają okulary przeciwsłoneczne typu aviator). Jest jedyną postacią w filmie, która śpi w moskitierze, co jest pewnym znakiem zacofania.

### Tytuł
Terroryzm w tym filmie bardziej niż z zorganizowaną przemocą wiąże się z jej subtelniejszą i zakamuflowaną formą – głębokim brakiem poczucia bezpieczeństwa, które właściwe jest współczesnym ludziom. W takim mieście, jak w filmie, prawdopodobieństwo stania się obiektem niezdrowej ciekawości, agresji przechodnia, ofiarą telefonicznego żartu jest bardzo wysokie. Zestawione w filmie historie o związkach są ze sobą powiązane nie przyczynowo, ale przez przypadek. Zatłoczone, hiperglobalizowane miasto, takie jak Tajpej, jest miejscem, w którym przypadek jest prawdopodobny i ma swoje konsekwencje.

### Młodość
Każdy z głównych bohaterów jest mniej więcej w wieku od 17 do 35 lat, sam film zrealizowany jest przez 39-letniego filmowca. Film ten został zakończony siedem lat po tym, jak Kuomintang, rządząca na Tajwanie partia, zaczęła tracić siłę nad wprowadzonym przez siebie stanem wojennym. Po 1979 roku Tajwan zaczął tworzyć coś na kształt demokratycznego społeczeństwa, co skłoniło Yanga do powrotu do ojczyzny. Osłabiona cenzura wpłynęła na zjednoczenie przyjaciół z dzieciństwa, grupy artystów i współpracowników, obserwujących transformujący się Tajwaj, ulegający westernizacji i urbanizacji.
Dość młodzi bohaterowie filmu są niestabilni, jakby pozbawieni korzeni. Są zamożni, wyznają liberalne lub zachodnie wartości, ale nie mogą nadążyć za społeczeństwem, które szybko staje się bardziej złożone i emocjonalnie chaotyczne.

### Sztuka
Fotograf, literatka, są reprezentacjami filmowca – to, co produkują, opowiadają lub próbują opowiedzieć, czasami zdaje się identyfikować z filmem, z otaczającą ich narracją. Niosą oni wątpliwości filmowca, jego aspiracje i jego obserwację. Przykładowo ziewający policjant ironicznie przygląda się filmowi, w którym się pojawia, pisarka na koniec filmu wymiotuje.
Edward Yang czuł, że sztuka i biznes wzajemnie się wykluczają. W przedstawionym tutaj mieście relacje są mierzone według światowych sukcesów, a presja na bycie silniejszym bądź bogatszym jest sposobem zdobycia miłości i zaangażowania.
Równoczesność miejska jest spotęgowana przez ultraszybkie technologie, które były kluczowe dla cudu gospodarczego Tajwanu i późniejszej modernizacji Tajpej. To nie refleksyjny film o tworzeniu sztuki, która odzwierciedla życie, ale raczej przesłuchanie presji przestrzeni miejskiej i technologii, które pośredniczą w związkach między indywidualnymi podmiotami w coraz bardziej podzielonych przestrzeniach.

### Montaż
Yang wykazuje, że techniki równoległego montażu mogą równie skutecznie tworzyć połączenia. Kilka wątków fabularnych jest tu ciągłych przez większość filmu, a nie powiązanych ze sobą przyczynowo.
Strzelanina z początku filmu to kolejne kadry to wydarzenie w medias res, które nie jest zakończone. Dla Yanga jest po prostu jednym z wielu wydarzeń, które miały miejsce w Tajpej i nie jest mniej lub bardziej ważne niż rozpad małżeństwa, pogoń za artystycznym spełnieniem niezadowolonej młodzieży lub walka zmarginalizowanej dziewczyny o przetrwanie we wrogiej, miejskiej przestrzeni.
Film rozpoczyna się w momencie, gdy fotograf i jego dziewczyna leżą w łóżku, ale gwałtownie akcja przenosi się do innej, podobnej przestrzeni: sypialni lekarza i pisarki, która zawiera również balkon. Trzecia aranżacja wnętrza, opuszczony apartament, z którego dziewczyna ucieka przed agresywnym klientem, skacząc z jeszcze innego balkonu, jeszcze bardziej zaburza poczucie filmowej przestrzeni. Żadne ujęcia nie lokalizują tych ustawień, ani narracja nie wydaje się uzasadniać tych zmian. Styl montażu odrzuca skłonność widza do godzenia niepowiązanych ze sobą segmentów. Zestawienie ujęć nie daje nowego, wyraźnego znaczenia. Zamiast tego relacje między ujęciami Yanga pozostają bezkształtne, połączone tylko graficznymi podobieństwami.
Rzadko widzimy bohaterów poruszających się po mieście. Zamiast tego Tajpej staje się serią „pudełkowatych paczek, które zawierają oddzielnych i odizolowanych mieszkańców”. Kamera Yanga rzadko pokazuje, jak postać przechodzi przez publiczne przestrzenie Tajpej, ale często zajmuje miejsce na długo przed tym, jak postać wchodzi w kadr akcji tej sceny.
Telefon łączy wszystkie trzy postacie kobiece i funkcjonuje jako urządzenie filmowe, które ułatwia fragmentaryczną narrację filmu, która działa przeciwko chronologicznemu wzorcowi tradycyjnych hollywoodzkich narracji. Montaż w filmie jest niczym żart, który wykonywany nieznajomym przez bohaterkę.
Matka prostytutki wraca do domu i włącza swój gramofon, by odtworzyć piosenkę „Smoke Gets in Your Eyes” amerykańskiego zespołu The Platters. W ciemności zapala papierosa i wchodzi do pokoju córki, siada na łóżku. Delikatnie dotyka jej twarzy, która pozostaje niewidoczna w ciemności. Pełen miłości gest matki można zobaczyć tylko w słabym świetle wpadającym z salonu. Nagle film zbliża się do czarno-białego zdjęcia twarzy córki, wykonanego przez fotografa na początku filmu. W trakcie odtwarzania piosenki jesteśmy świadkami, jak dziewczyna fotografa niszczy jego pokój, zdejmuje jego zdjęcia ze ścian, rzuca aparat i kliszę na podłogę oraz burzy jego prowizoryczną ciemnię. Żadne z jej działań ani okrzyków nie są słyszalne dla widzów. Ta trzyminutowa sekwencja wykorzystuje piosenkę The Platters, aby połączyć dwie sceny i reakcje dwóch kobiet na utratę miłości.
Chociaż słowa „Smoke Gets in Your Eyes” wydają się komentować wspólny ból postaci kobiecych spowodowany utratą miłości, ciągłość piosenki od intymnej chwili między matką i córką do wściekłości dziewczyny fotografa podkreśla ironiczną obojętność sentymentalnej amerykańskiej muzyki pop na „prawdziwe” ludzkie dramaty na ekranie.
„Temps mort”, rozluźnienie narracyjnej przyczynowości i niemal obojętny autorski punkt widzenia wyraża się poprzez czas trwania ujęć, które rozciągają się przed i po wyjściu postaci z kadru. Yang używa temps mort, aby podnieść tematyczne i emocjonalne znaczenie fizycznego otoczenia swoich bohaterów, zamiast trzymać się popularnych konwencji filmowych, które uprzywilejowują postacie i historię ponad wszystko. Użycie temp mort ukazuje izolację pomiędzy „pudełkowatymi paczkami”, a postacią, która jest najbardziej zamknięta w jej przestrzeni.

### Fikcja
Amorficzność filmu na poziomie formalnym znajduje odzwierciedlenie w relacjach między postaciami na poziomie fabularnym. Małżeństwo lekarza i pisarki zostaje zniszczone przez przypadkowe kłamstwo dziewczyny. Pisarka traktuje tę fikcję tylko po to, by ponownie ją odtworzyć w swojej powieści jako fikcję. Jak na ironię, kłamstwo dziewczyny na temat niewierności zostaje powielone, choć w odwrócony sposób, kiedy pisarka spotyka się ze swoim kochankiem. Próba zdobycia awansu lekarza jest oparta na innym kłamstwie, dotyczącym jego współpracownika. Kiedy nie otrzymuje on podwyżki, tworzy fałszywą historię sukcesu, którą opowiada swojemu przyjacielowi policjantowi. Fetyszyzowany przez fotografa portret dziewczyny nie pasuje do jej skomplikowanej i często nikczemnej natury. Ten portret, podobnie jak struktura filmu Yanga, jest delikatnie złożony z fragmentów, fragmentów, które grożą rozproszeniem się przy najmniejszym podmuchu wiatru.
Krwawy sen lekarza, w którym brutalnie morduje kochanka swej żony, jest oparty na jego własnym, prawdziwym samobójstwie. Tak jak ten hiper-przyspieszony świat rzucił wyzwanie pojęciom przyczynowości i subiektywności, wydaje się, że zmienił również nasze pojmowanie rzeczywistości i fikcji. Obaj przenikają się tak często i swobodnie w filmie.
Widz może nawet nie zdawać sobie sprawy, że występują tu dwie odrębne płaszczyzny egzystencji – aż do ostatniej sceny, kiedy pisarka budzi się po niepokojącym śnie, który podkreśla różnicę między rzeczywistością a fikcją, i wymiotuje.